# The Tower. Il millesimo piano
The Tower. Il millesimo piano (The Thousandth Floor) è il romanzo d'esordio della scrittrice statunitense Katharine McGee, primo capitolo della trilogia The Thousand Floor.

## Trama
New York, Anno 2118. La città si è trasformata in un gigantesco grattacielo di mille piani che rappresenta la nuova gerarchia sociale dell'umanità. Ai piani alti vivono i ricchi, sempre più benestanti grazie alle incredibili innovazioni tecnologiche, mentre in basso i poveri sopravvivono a stento in un contesto di assoluta miseria e indigenza. Dentro il grattacielo si intrecciano le storie di cinque ragazzi, alle prese con i problemi di una vita che la tecnologia ha reso più semplice, ma al tempo stesso con meccanismi di rivalsa sociale che il tempo non ha cambiato.
Avery Fuller abita al millesimo piano e può guardare tutti dall'alto. Programmata per essere perfetta, è adorata da tutti perché rappresenta le massime aspirazioni a cui è possibile ambire. Tuttavia, dentro la ragazza serpeggia una passione pericolosa per il fratellastro Atlas, adottato dai suoi genitori a sette anni, che è ritornato a casa dopo un anno trascorso in giro per il mondo.
La migliore amica di Avery è Leda Cole, anche lei abbastanza altolocata, che ha dovuto passare l'estate in una clinica per disintossicarsi dalla xemperidrina, una droga pericolosa che amplifica le potenzialità di chi la assume. I problemi di droga non rappresentano il solo problema che Leda deve nascondere, essendoci stata anche una relazione con Atlas durante una vacanza. Il ritorno del giovane riaccende la passione in Leda che teme però di compromettere la sua amicizia con Avery.
Eris Dodd-Radson cade in disgrazia quando un test rivela che lo stimato chirurgo Radson non è suo padre. Lei e la madre Caroline devono vendere il lussuoso appartamento al 985º piano e trasferirsi in una nuova casa ai piani bassi, l'unica che si possono permettere. Eris conosce una ragazza di nome Mariel, con cui inizialmente non va d'accordo per il suo carattere spocchioso, ma con l'andare del tempo tra le due scocca la scintilla dell'amore. Eris ambisce a recuperare lo status sociale perduto, mentre Mariel cerca di farle vedere il bello dietro a un'esistenza meno fastosa ma più sincera.
Rylin Myers è una ragazza poverissima che abita al 32º piano, quasi in fondo alla scala sociale. Orfana di entrambi i genitori, ha dovuto abbandonare la scuola per mantenere la sorella minore Chrissa e arrancare in una serie di lavoretti al limite della legalità. Una sera viene contattata da Cord Anderton, un ragazzo ricco e viziato che vive ai piani alti, per occuparsi del servizio catering a una sua festa. Rylin, che ha assoluto bisogno di soldi, inizia a sperimentare i lussi della vita altolocata e scopre che, dietro all'apparenza boriosa, in realtà Cord nasconde un animo gentile e sensibile. I due finiscono per innamorarsi, ma Rylin non ha il coraggio di dirlo al suo attuale fidanzato Hiral. Quando Hiral finisce nei guai con la giustizia, Rylin è costretta a scegliere tra la sua storia con Cord e quella con il giovane dei piani bassi.
Watt Bakradi è un genio informatico che ha creato Nadia, un processore quantistico capace di hackerare qualsiasi profilo e reperire ogni informazione di cui ha bisogno. Avendo realizzato un dispositivo illegale, che potrebbe costargli il carcere a vita, Watt si è fatto impiantare Nadia nel cervello per poterla controllare senza essere scoperto. Watt è diventato un hacker molto in voga e adesso i suoi servigi sono richiesti da Leda, la quale vuole stalkerare Atlas e conoscerne ogni singolo movimento. Watt accetta l'incarico, presentandosi a Leda con il nome di Nadia. Watt avrà accesso a tutti i segreti più nascosti della vita di Atlas, aprendo una voragine pericolosa che finirà per travolgere le vite di tutti quanti i protagonisti, fino al drammatico epilogo in cui qualcuno precipiterà dal millesimo piano.

## Edizioni
- (EN) Katharine McGee, The Thousandth Floor, Harpercollins Childrens Books, 2016.
- Katharine McGee, The Tower. Il millesimo piano, 1ª ed., Piemme, 2017,  p. 463, ISBN 978-88-566-4835-5.
- (FR) Katharine McGee, Inaccessibles, traduzione di Isabelle Troin, Michel Lafon, 2017.
- (ES) Katharine McGee, El piso mil, traduzione di Manuel de los Reyes García Campos, RBA Molino, 2016.
- (CA) Katharine McGee, La planta mil, traduzione di Mercè Santaulària Campillo, RBA Molino, 2016.